# Thiedo
Thiedo (auch Theodor, Thietgrim, Diedo) war von 1069 bis 1085/1088 Bischof von Brandenburg.

## Leben
Es wird vermutet, dass Thiedo aus dem Domkapitel von Bremen hervorgegangen ist. Die älteste erhaltene Erwähnung, die ihn als Bischof von Brandenburg bezeichnet, datiert auf den 11. Juni 1069. Bei der Weihe des principale monasterium in Halberstadt am 13. Juni 1071 war er zugegen. Die St.-Georgs-Kirche bei Kaiserswerth wurde durch ihn am 15. April 1078 geweiht. 
Im Investiturstreit zwischen Papst Gregor VII. und König Heinrich IV. gehörte er auf der Reichsversammlung, die im Januar 1076 in Worms stattfand, zu den Bischöfen, die Gregor VII. den Gehorsam aufkündigten. An der folgenden Reichsversammlung im Mai 1076, ebenfalls in Worms, auf der der Papst abgesetzt werden sollte, war er aber nicht mehr beteiligt.
Er nahm an der Synode von Brixen am 25. Juni 1080 teil. Im Auftrag Kaiser Heinrich IV. weihte er am 13. Juli 1085 in Magdeburg Hartwig von Hersfeld zum Erzbischof an Stelle des geflohenen Hartwig von Spanheim. Als Hartwig von Spanheim, nachdem er mit dem Kaiser Frieden geschlossen hatte, 1088 wieder Erzbischof von Magdeburg wurde, taucht Thiedo nicht mehr in den Dokumenten auf. Es wird angenommen, dass er sein Bistum verlor.

## Quelle
- Personendatenbank zur Germania Sacra, abgerufen am 27. Juni 2017.
- Germania-sacra, abgerufen am 27. Juni 2017.